# Jon Carin
Jon Carin (New York, 21 oktober 1964) is een Amerikaanse musicus, producent, geluidstechnicus, schrijver en programmeur. Hij is een multitalent, hij speelt keyboard, gitaar, basgitaar, drums en hij zingt.
Carin is beter bekend als de front-man (leadzanger, keyboardist en gitarist) van de band Industry uit de jaren tachtig. In 1984 beleefde de band een doorbraak met het nummer"State Of The Nation" en werd later dat jaar vervolgd door het succesvolle album "Stranger To Stranger".
Nadat de band uit elkaar gegaan was, werd hij door de producer van de band, Rhett Davies, gevraagd om samen te werken met Bryan Ferry op het album "Bryan's Boys and Girls". Toen voegde hij zich bij Ferry en speelde met hem op Live Aid in 1985. Daar ontmoette hij - in Londen - David Gilmour, de gitarist van Pink Floyd die daar ook voor Bryan Ferry speelde. Hier begon zijn carrière in het assisteren en ondersteunen van andere artiesten. Zo toerde hij in 2006 met David Gilmour (op zijn "On An Island"-tour) en Roger Waters (op de tour "Dark Side Of The Moon Live").
Carin ondersteunt dus veel bands en artiesten en is onder andere te horen op:

## Pink Floyd
- A Momentary Lapse of Reason
- Delicate Sound of Thunder - cd en video
- The Division Bell
- P·U·L·S·E - cd en dvd
- Echoes: The Best of Pink Floyd
- Shine on
- La Carrera Panamericana

## David Gilmour
- Remember That Night live-cd en dvd
- Live in Gdańsk live-cd en dvd

## Roger Waters
- In the Flesh live-cd en dvd
- Flickering Flame cd

## The Who
- The Concert for New York City
- Quadrophenia

### Pete Townshend
- Lifehouse
- Maryville Academy

## Richard Butler
- Richard Butler

- International Standard Name Identifier: 0000 0000 6252 4353
- Library of Congress Control Number: n2009038112
- MusicBrainz: 98579141-0072-4bd7-9d59-a48feac5e838
- Nationale Bibliotheek van Tsjechië: xx0071810
- Virtual International Authority File: 90444623
- WorldCat: E39PBJj8PRcvtDhCv6MvMxxqwC